# Odontostilbe pulchra
Odontostilbe pulchra är en fiskart som först beskrevs av Gill, 1858.  Odontostilbe pulchra ingår i släktet Odontostilbe och familjen Characidae. Inga underarter finns listade i Catalogue of Life.